# María Josefa Sancho
María Josefa Sancho de Guerra, cujo nome religioso era María Josefa do Coração de Jesús (Vitoria, País Basco, Espanha, 7 de setembro de 1842 - Bilbao, 20 de março de 1912), foi uma religiosa espanhola, fundadora do Instituto das Servas de Jesus da Caridade e declarada santa pela Igreja católica no ano 2000.

## Vida
Nasceu  no número 108 da rua da Ferraria,  foi a terceira filha no seio de uma família de modestos artesãos. O seu pai Bernabé Sancho era cargueiro e morreu quando tinha 7 anos.A sua mãe foi Petra de Guerra. Baptizada um dia depois do seu nascimento e confirmada dois anos mais tarde a 10 de agosto de 1844, com a primeira comunhão aos 10 anos. Aos 15 anos foi enviada para Madrid, onde viveu durante uns anos em casa de uns familiares. O 3 de dezembro de 1865 ingressou como freira no Instituto das Servas de María, tomando o nome religioso de María Josefa do Coração de María.

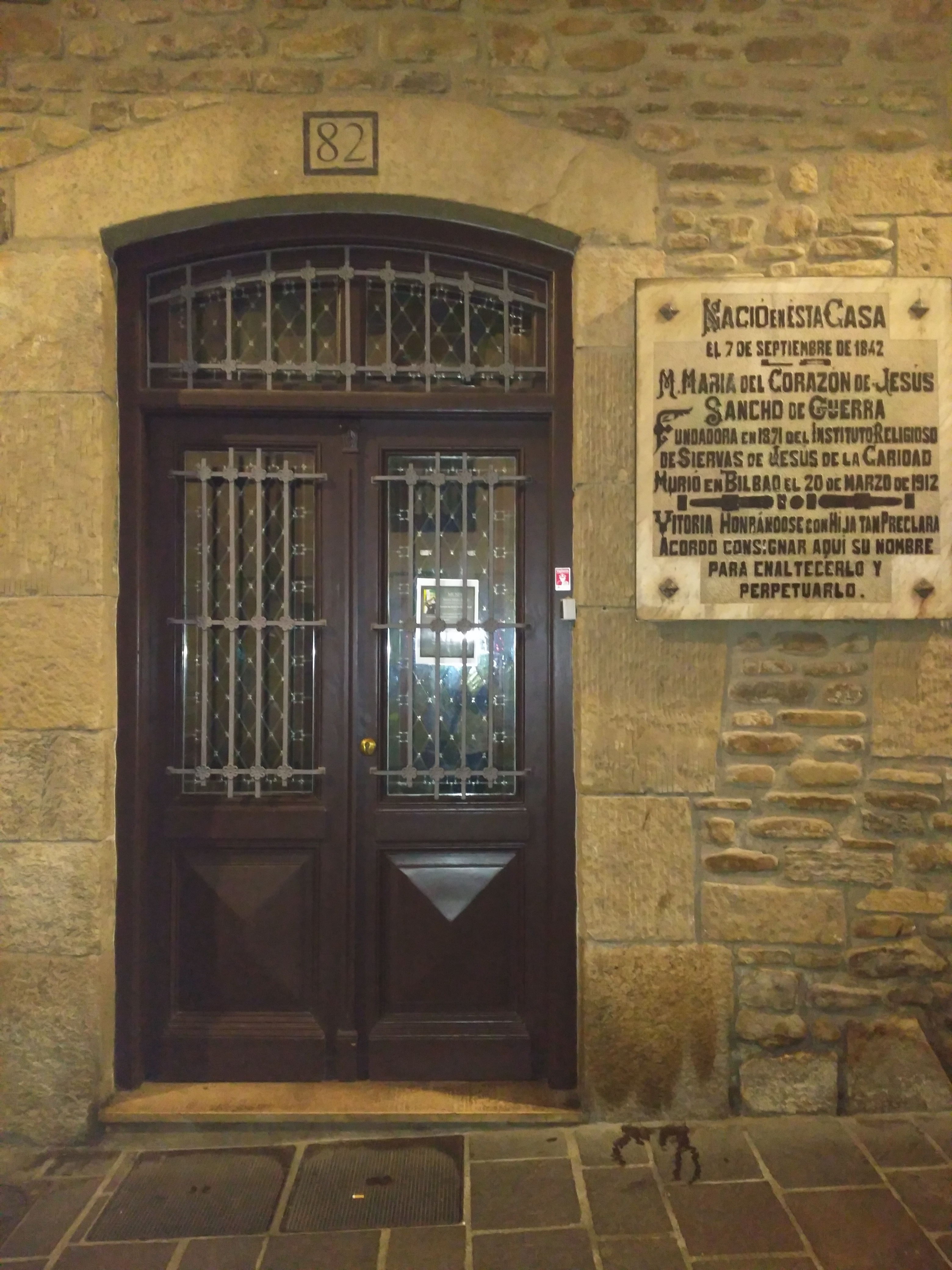
Casa natal de María Josefa Sancho em cale-a Ferraria de Vitoria

## Canonização

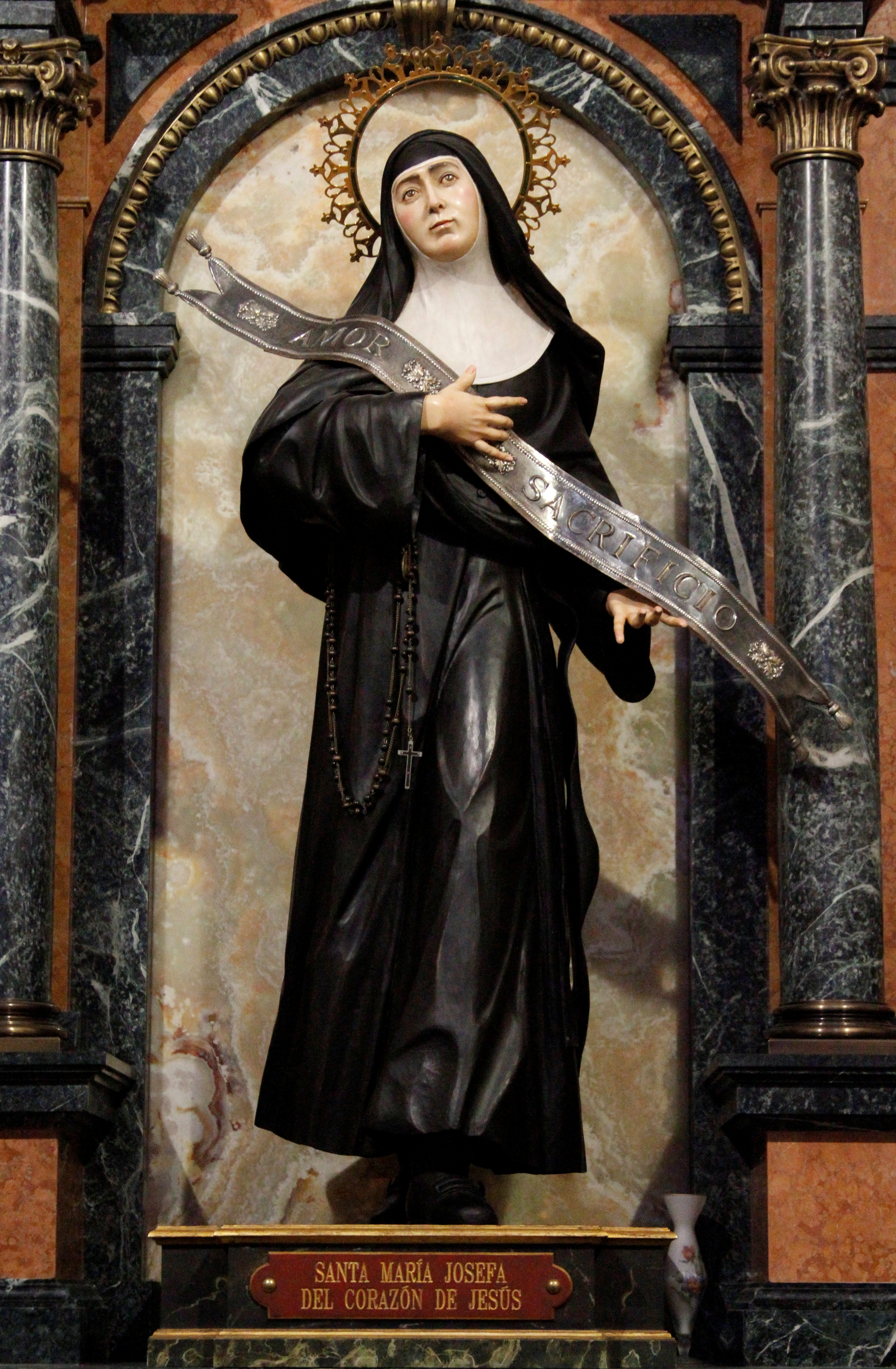
Interior da Catedral

A causa de canonização de María Josefa Sancho começou a 31 de maio de 1951, o Processo Ordinário Noticiário em Bilbao. O 7 de janeiro de 1972, o Decretum super introductione Causae. A 7 de setembro de 1989 se promulgou o Decretum super Virtutibus sendo declarada beata a 27 de setembro de 1992. O 10 de janeiro do ano 2000, o Papa João Paulo II estabeleceu a data de sua canonização a 1 de outubro do mesmo ano em que a declarou santa.